# Кузрека (деревня)
Ку́зрека (Куз-река) — упразднённая в 1979 году деревня
в Терском районе Мурманской области России. Проживали поморы. Ныне — дачный посёлок в городском поселении Умба и не имеет постоянного населения. Традиционно в августе становится местом проведения праздника поморской козули.

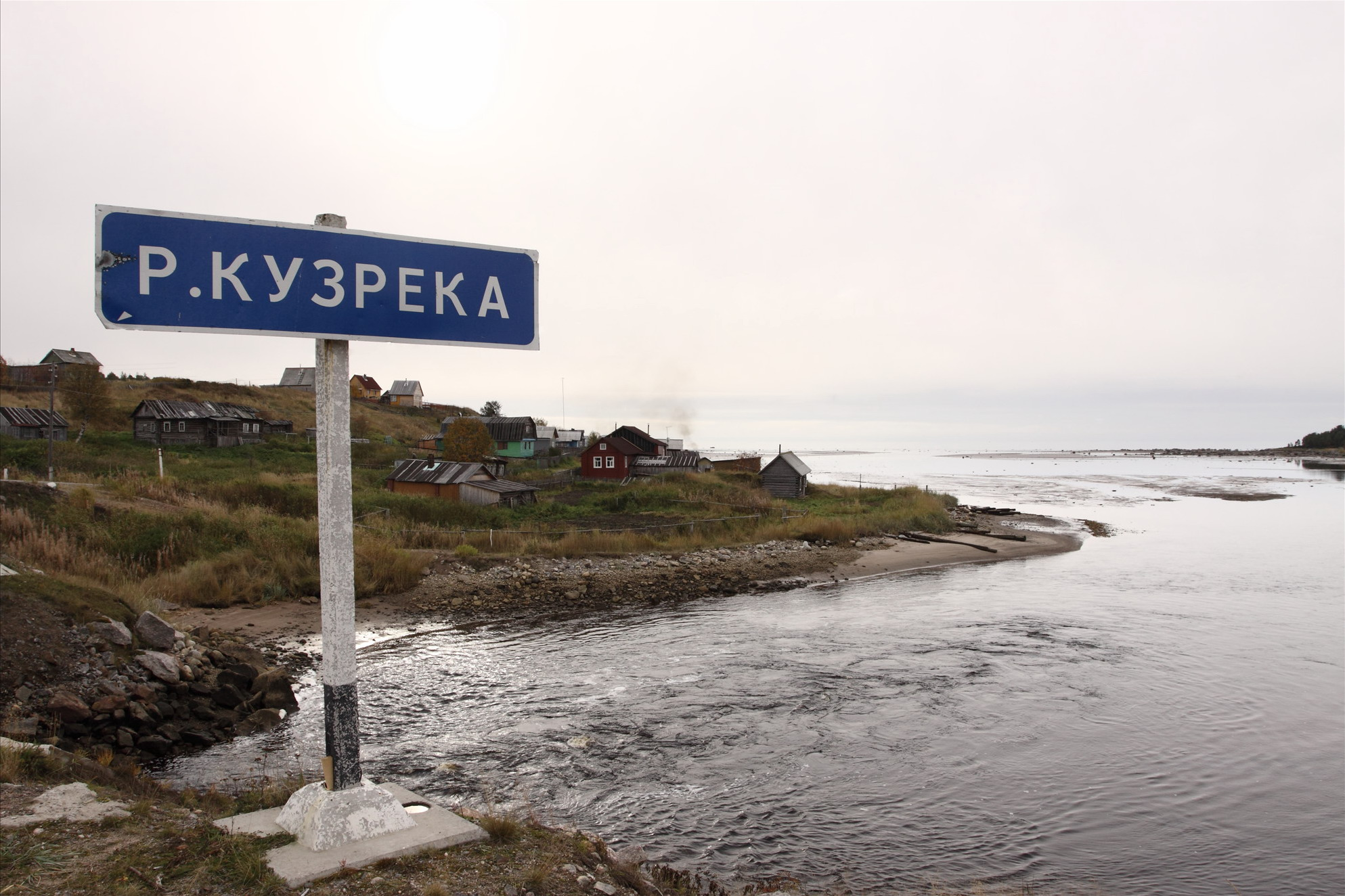
Вид на деревню

## Топоним
Название поселения по реке.

## География
Расположена на Кандалакшском берегу в устье одноимённой реки.

## История
Кузрека основана в XVII веке как усолье Соловецкого монастыря. В XVIII веке имела статус деревни, стояли избы и было постоянное население. В 1885 построена Сретенская церковь (приписная к Умбскому приходу); деревня приобрела статус села. Жителям большую часть доходов давала добыча сёмги.
Входила в состав Умбской волости.
Исключено из учётных данных 27.08.1979.

## Население
Жили поморы. Коренные поморские фамилии: Баланины, Березины, Киршины, Нестеровы, Попихины. По переписи 1937 года зафиксированы русские.
В 1871 было 13 дворов и 17 хозяйственных построек, 72 жителей.
В 1900 году в селе насчитывалось 16 дворов и 94 жителя.

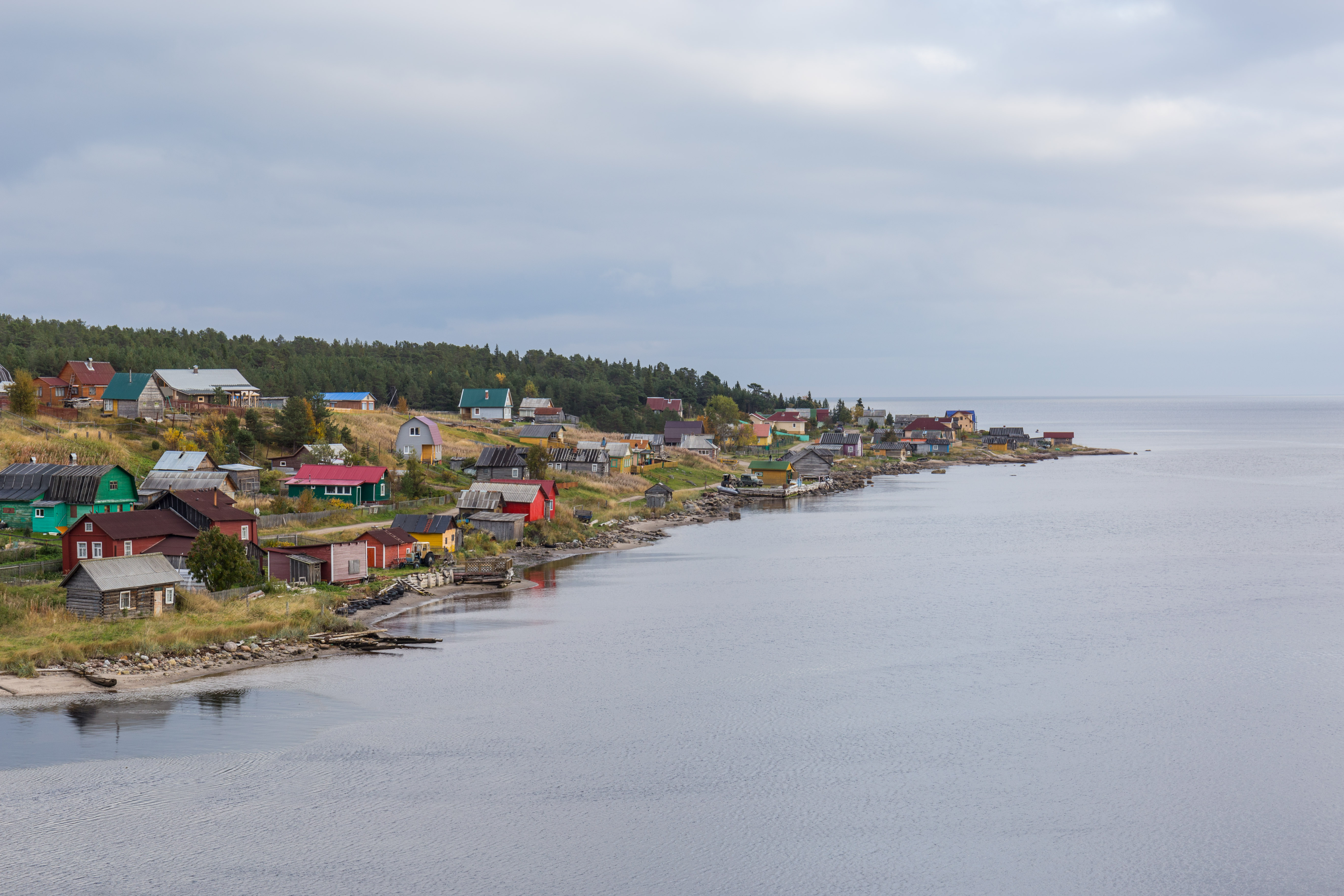
Дачи у воды

По переписи 1926 проживали 141 человек, к 1938—186.

## Известные уроженцы, жители
Из известных жителей — исследователь истории Северного флота А. В. Кривенко.

## Инфраструктура
Дачи.
Проведение праздника поморской козули, древнего обрядового печенья, известного с XII века, оберега Терского берега.

## Транспорт
Через поселение проходит автомобильная дорога регионального значения
«Умба — Варзуга» (идентификационный номер 47 ОП РЗ 47К-011). В состав дороги входит автомост через реку Кузрека.